# Ивлева, Ирина Викторовна
Ирина Викторовна Ивлева (13 января 1918 г., Киев — 21 декабря 1992 г., Севастополь) — советский гидробиолог, доктор биологических наук, научный сотрудник отдела физиологии животных Севастопольской биологической станции АН СССР, заведующая отделом физиологии Института биологии южных морей им. А.О. Ковалевского АН УССР, исследователь энергетики гидробионтов.

## Биография
Ирина Викторовна Феттер (Ивлева) родилась в Киеве в 1918 г. в семье служащих. Отец был инженером-экономистом, мать –– машинисткой. По окончании 17-й трудовой школы в Ленинграде в 1935 г. поступила в Ленинградский государственный университет на биологический факультет. Специализировалась на кафедре экологии животных. После университета в 1940 г. работала в Астраханском государственном заповеднике, где занималась изучением экологии водоплавающих птиц. Во время войны работала в Астраханском техническом институте рыбной промышленности ассистентом кафедры гидробиологии и ихтиологии. С 1943 г. –– старший лаборант Мурманской биологической станции АН СССР, в 1944 г. мужа перевели в Академию наук УССР, семья переехала в г. Киев. В 1944-1945 гг. была научным сотрудником Управления по заповедникам при СНК УССР. В 1945 г. переехала в г. Львов, где работала ассистентом на кафедрах зоологии и гидробиологии Львовского государственного университета. С 1947 г. –– младшим научным сотрудником во Львовском филиале АН УССР☃☃.
В 1949-1954 гг. работала научным сотрудником в Латвийском отделении ВНИРО (г. Рига), исследовала биологию почвенных олигохет, в результате был разработан метод массового культивирования этих животных для рыборазведения. В 1954 г. защитила кандидатскую диссертацию «Биология энхитреид и их применение при выращивании молоди балтийского лосося» в Московском техническом институте рыбного хозяйства и промышленности. В сентябре 1954 г. стала научным сотрудником ВНИОРХ (г. Ленинград) в лаборатории гидробиологии.
С 1959 г. –– старший научный сотрудник отдела физиологии животных Севастопольской биологической станции АН СССР. В 1961-1967 гг. –– заведующая отделом физиологии Института биологии южных морей АН УССР. В 1960-1984 г. –– старший научный сотрудник. В 1986–1987 гг. была ведущим научным сотрудником-консультантом.
В 1981 г. защитила докторскую диссертацию «Количественные закономерности изменения скоростей энергетического обмена у водных животных под влиянием температуры».
Супруга Виктора Сергеевича Ивлева (1907-1964), гидробиолога, д.б.н.

### Ученики
- Белокопытин Юрий Сергеевич, гидробиолог, д.б.н.
- Аннинский Б.Е., гидробиолог, к.и.н

## Научная деятельность
Одним из достижений И.В. Ивлевой стал метод массового культивирования почвенных олигохет для рыборазведения, разработанный на основе исследования биологии этих животных. На базе этих материалов была написана и защищена в 1954 г. диссертация на соискание степени кандидата биологических наук.
В 50-60-е годы И.В. Ивлева проводила исследования по экологии различных видов водных беспозвоночных с целью разработки методов их массового разведения, итогом которых явилась монография «Биологические основы и методы массового культивирования кормовых беспозвоночных», переведенная на английский язык изданная в США (N.Y., Hulsted Press, 1972).
Основные исследования были посвящены изучению температурных адаптаций морских животных и установлению количественных закономерностей влияния температуры на скорость энергетического обмена. Итогом этих исследований стал вывод о возрастании скорости энергетического обмена у адаптированных к температуре водных пойкилотермных животных независимо от систематического положения и условий обитания при повышении температуры во всем интервале биокинетической зоны. Количественные закономерности температурных адаптаций гидробионтов были обобщены в монографии «Температура среды и скорость энергетического обмена у водных животных» (1981). В том же году по этой теме была защищена докторская диссертация.
Работы И.В. Ивлевой сыграли большую роль в развитии эколого-физиологических исследований. В отделе физиологии животных ИнБЮМ И.В. Ивлева возглавляла группу по энергетике гидробионтов, была организатором общесоюзной школы-семинара по изучению действия температуры на жизнедеятельность гидробионтов (Севастополь, 1976).
Участвовала в научных экспедициях на НИС«Академик Ковалевский» в Средиземное море (1960–1961 гг.), на НИС «Академик Вернадский» и «Михаил Ломоносов» в Атлантический океан в 1970 и 1972–1973 гг.

## Основные работы
- Превращение энергии при росте птиц // Бюллетень МОИП. Отдел биологический. 1948. Т. 53. Вып.4. С. 23–37. (соавт. В.С. Ивлев)
- Инструкция по разведению белого энхитрея Enchytraeus albidus на рыбоводных заводах. Л.: Изд-во ВНИОРХ, 1955. 32 с.
- Экспериментальное определение суточных рационов и кормовых коэффициентов для молоди балтийского лосося // Науч.-тех. бюллетень ВНИИ озерного и речного рыбного хозяйства. 1956. № 3–4.
- Использование гаммарид как живого корма при выращивании радужной форели. М.: Рыбное хозяйство, 1958. 19 с.
- Новый тип садка-планктоноуловителя для выращивания рыб. М.: Рыбное хозяйство, 1959. 9 с.
- Элементы энергетического баланса актиний // Труды Севастопол. биол. станции. 1964. Т. 15.
- Биологические основы и методы массового культивирования кормовых беспозвоночных. М.: Наука, 1969. 171 с.
- Соотношение трат энергии на рост и дыхание у Nereis diversicolor F. Muller, выращенных при разной температуре // Биология моря. Киев, 1972. Вып. 26. С. 17–29
- The influence of temperature on the transformation of matter in marine invertebrates // Marine Food Chains. Edinburgh,1970. P. 96–112.
- Экологические исследования донных организмов. Киев, 1972.
- Quantitative correlation of temperature and respiratory ratein poikilothermic animals // Polskie Archivum Hydrobiologii. 1973. Vol. 20. №. 2. P. 283–300.
- Уровни обмена ракообразных, обитающих при низких температурах // Труды Всесоюзного гидробиологического общества. 1977. Т. 21 . С. 197–230
- Скорость дыхания Coelenterata и Ctenophora в зависимости от температуры среды обитания // Биология моря: республиканский межведомственный сборник. Киев,1978. Вып. 46. С. 3–25. (соавт. Т.И. Литовченко)
- Температура среды и скорость энергетического обмена у водных животных. Киев: Наук. думка, 1981. 232 с.
- Эффективность использования ассимилированной энергии нарост у водных эктотермных животных // 3-я Всесоюзная конференция по морской биологии (Севастополь, 18–20 окт. 1988 г.). Киев,1988. Ч.1. С. 92–93. (соавт. Н.В. Шадрин)[4]